# Шевоше Чёрного Принца (1355)
Шевоше Чёрного Принца (фр. Chevauchée du Prince Noir, англ. Black Prince's chevauchée) — конный рейд англо-гасконской армии под командованием наследника английского престола Эдуарда Чёрного принца по Южной Франции, предпринятый в октябре — декабре 1355 года, на первом этапе Столетней войны (Эдвардианская война). Армия принца, насчитывавшая пять-шесть тысяч человек, прошла из Бордо через Гиень и Лангедок до Нарбонна, разграбив широкую полосу французской территории (в том числе ряд городов). Французы под командованием Жана I д’Арманьяка избегали сражений. Итогом похода стало значительное экономическое ослабление региона, хотя англичане не стали в нём закрепляться.

## Ход шевоше
К 1355 году война между Англией и Францией шла уже почти 20 лет. Англичане контролировали территории на севере (графство Понтьё) и на юге, где сын короля Эдуарда III Эдуард, получивший впоследствии прозвище Чёрный Принц, управлял Аквитанией. Мирные переговоры, шедшие в Авиньоне с 1353 года, закончились ничем, и англичане решили в 1355 году начать наступление и на севере, и на юге. Гасконская знать настаивала на разгроме Жана I д’Арманьяка — одного из наиболее могущественных сеньоров юга Франции, королевского наместника в Лангедоке, чьи личные владения всё ещё не были затронуты войной. Принц Эдуард согласился с таким выбором цели.
5 октября 1355 года англо-гасконская армия, насчитывавшая 5 или 6 тысяч человек, выступила из Бордо. 12 октября она вторглась в графство Арманьяк, которое прошла из конца в конец за 11 дней, не встречая сопротивления, грабя и сжигая всё на своём пути. Города в регионе были укреплены только номинально, так что их занимали без особого труда. Арманьяк был полностью опустошён, и Эдуард в связи с этим сообщил отцу в письме, что «обиды» гасконских ленников полностью отмщены. Французы, несмотря на своё численное превосходство, отступили в Тулузу, куда прибыли, помимо Жана д’Арманьяка, коннетабль Жак де Бурбон и маршал Франции Жан де Клермон. Они были уверены, что Эдуард, оценив мощь тулузских укреплений, уйдёт в Бордо. Однако принц прошёл мимо города и продолжил поход на восток.
Англичане и гасконцы взяли штурмом и разграбили нижний город в Каркасоне, 8 ноября — нижний город в Нарбоне (на цитадели они не тратили силы). Один из участников похода, Джон Уингфилд, писал позже, что Нарбон — большой город, ненамного меньше Лондона, и что от него совсем недалеко до Средиземного моря. Ничего не зная о дальнейших планах Эдуарда, французы спешно укрепляли города на расстоянии до 100 миль (160 км) от Нарбона на север и северо-восток. Римский папа, резиденция которого тогда находилась в Авиньоне, прислал принцу своих легатов с предложением начать переговоры о перемирии, но тот предложил обращаться к королю. 10 ноября Эдуард выступил в сторону Безье, но, узнав, что этот город готов сопротивляться, повернул на запад. От Каркасона он двинулся на юг, затем на восток, через графство Фуа, чтобы пройти через ещё не разорённые территории. Гастон III де Фуа, заклятый враг Арманьяка, пропустил принца через свои владения и снабдил провизией. При этом земли, не принадлежавшие Гастону, по-прежнему разорялись.
Арманьяк и Бурбон решили отрезать Эдуарда от дома и двинулись от Тулузы на юго-запад. В сражении двух авангардов у Жимона 20 ноября победили англичане и гасконцы. 22 ноября основные силы двух армий разбили лагерь на небольшом расстоянии друг от друга, но французы ночью ушли, хотя по-прежнему обладали численным превосходством. 28 ноября армия вторжения пересекла границу Гаскони, а 9 декабря принц Эдуард вернулся в Бордо.

## Итоги и последствия
Исследователи отмечают, что шевоше 1355 года — необычный для Средневековья пример далёкого (на 480 километров) похода, предпринятого в отрыве от армейских баз. Англо-гасконская армия захватила огромную добычу: источники сообщают, что на заключительном этапе шевоше солдаты бросали серебро, чтобы нести с собой только золото. Принц Эдуард, для которого это был первый самостоятельный поход, не установил контроль над новыми территориями, но зато смог нанести колоссальный экономический урон всему югу Франции. Только основные города из числа сожжённых его армией платили до этого в королевскую казну 400 тысяч экю ежегодно; в дальнейшем французской короне пришлось предоставлять этим общинам дорогостоящие налоговые льготы и торговые привилегии. Кроме того, все города южных провинций в последующие годы были вынуждены тратить крупные суммы на строительство и ремонт укреплений, а своих солдат они теперь предпочитали держать дома, не отправляя на королевскую службу в отдалённые регионы.
Шевоше заметно усилил позиции англичан в Южной Франции и с военно-политической точки зрения. Мелкие сеньоры, которые в предыдущие годы перешли на сторону французского короля, были наказаны, союз с графом Фуа стал более крепким, южные границы Гаскони — более защищёнными. Англичане получили моральное превосходство над противником, позволившее им в начале 1356 года без заметных потерь занять около 50 крепостей.